# 額頭白烏介
額頭白烏介（学名：Buntonia glabellus）为粗面介科白烏介屬下的一个种。